# Ichneumon contractus
Ichneumon contractus là một loài tò vò trong họ Ichneumonidae.